# Alyxia ruscifolia
Alyxia ruscifolia är en oleanderväxtart som beskrevs av Robert Brown. Alyxia ruscifolia ingår i släktet Alyxia och familjen oleanderväxter. Inga underarter finns listade i Catalogue of Life.